# مناورات التمساح الأحمر
مناورات التمساح الأحمر أو (بالإنجليزية: Red Alligator Maneuvers)‏ هي مناورات عسكرية مشتركة تقام بين كل من السعودية وبريطانيا.

## هدف المناورات
تهدف المناورات إلى تدريب القوات المشتركة على الرماية بالذخيرة الحية، وتطبيق الخطط والأهداف من الرماية وهي دقة إصابة الهدف. والتعود على السلاح، وإجادة استخدامه، والكشف عن الأخطاء في الرمي، ومعالجتها والتخلص منها، ولأهمية الرماية في التدريب سواء للأهداف الثابتة أو المتحركة، التي تعطي ظروفاً مشابهةً للمعارك الحقيقية.
كما تستهدف المناورات التدريب في المناطق المبنية التي لها طرق خاصة بالتدريب، من حيث الهجوم والاشتباك لما لها من صعوبة في التخطيط، والسيطرة والتأثير على الاتصالات، والملاحظة وتعيين مكان العدو وأسلحته، والإتقان والمهارة على القتال في المناطق المأهولة والمبنية، والقدرة على استخدام السلاح، واختيار مواقع الرماية والقيام بعملية الإخفاء عن العدو والتمويه باستخدام السواتر الملائمة.

## المناورات المنفذة
- التمساح الأحمر 3 : أقيمت فعاليات المناورة يوم الإثنين الموافق 30 سبتمبر 2013.[3]